# Cabinet Indonésie Unie
Ordre de la Réforme (en)
Cabinet de Mutuelle Assistance (en) Cabinet Indonésie Unie II (en)
Le cabinet Indonésie Unie (indonésien : Kabinet Indonesia Bersatu) est le trente-huitième cabinet de la république d'Indonésie, et le quatrième de l'Ordre de la Réforme (en). Constitué à la suite de l'élection présidentielle indonésienne de 2004, il est en fonction du 21 octobre 2004 au 20 octobre 2009 sous la direction du président Susilo Bambang Yudhoyono.

## Composition
- Président : Susilo Bambang Yudhoyono
- Vice-président : Muhammad Jusuf Kalla

Ministres coordinateurs (équivalents d'un ministre d'état français)
- Politique, loi et sécurité : M. Widodo A. S.
- Économie : M. Aburizal Bakkrie (2004-2005), Boediono (depuis 2005)
- Bien-être populaire : M. Alwi Shihab (2004-2005), M. Aburizal Bakkrie (depuis 2005)

Secrétaire d'État (secrétaire du gouvernement)
- M. Yusril Ihza Mahendra

Ministres
- Intérieur : M. M. Ma'ruf
- Affaires étrangères : Hassan Wirayuda
- Défense : Juwono Sudarsono
- Justice et droits de l'Homme : Hamid Awaluddin
- Finances : Jusuf Anwar (2004-2005), Mme Sri Mulyani Indrawati (depuis 2005)
- Énergie et ressources minérales : Purnomo Yusgiantoro
- Industrie : Andung Nitimihardja (2004-2005), Fahmi Idris (depuis 2005)
- Commerce : Mme Marie E. Pangestu
- Agriculture : Anton Apriantono
- Forêts : M. M. S. Kaban
- Transports : Hatta Radjasa
- Mer et pêches : Freddy Numberi
- Travail et transmigration : Fahmi Idris (2004-2005), Erman Suparno (depuis 2005)
- Travaux publics : Djoko Kirmanto
- Santé sociale : Mme Siti Fadilah Supari
- Éducation nationale : Bambang Sudibyo
- Affaires sociales : Bachtiar Chamsyah